# Veronica (chaîne de télévision)
 (novembre 2016).
Si vous disposez d'ouvrages ou d'articles de référence ou si vous connaissez des sites web de qualité traitant du thème abordé ici, merci de compléter l'article en donnant les références utiles à sa vérifiabilité et en les liant à la section « Notes et références ».
Veronica est une chaîne de télévision généraliste nationale néerlandaise commerciale privée et appartient au groupe Talpa Network. Fondée en 1995 sous le nom de TV10 Gold, elle a connu ensuite plusieurs noms (TV10, Fox, Fox 8, V8) avant d'être rebaptisée « Veronica » le 20 septembre 2003.

## Identité visuelle

Logo de Fox Pays-Bas de 1998-1999
Logo de Fox Pays-Bas de 2000 à 2001
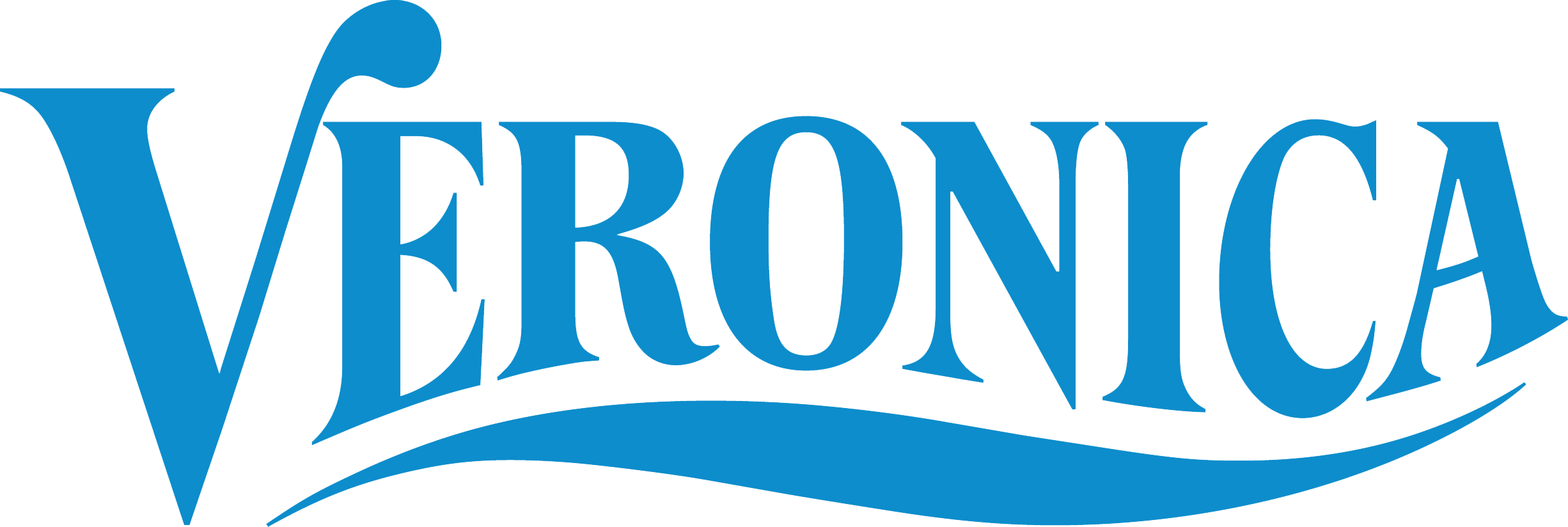
Logo de Veronica de 2003 à 2005 et de 2015 à 2024
Logo de Veronica depuis 2024